# (26914) 1996 KC1
1996 كي سي 1 (ويعرف أيضًا باسم (26914) 1996 كي سي 1 وفق تسمية الكوكب الصغير) (بالإنجليزية: 1996 KC1)‏ هو كويكب ضمن حزام الكويكبات؛ وترتيبه 26914 من حيث الاكتشاف.
اكتُشف هذا الجُرم الفلكي بواسطة Andrea Boattini ‏ في 20 مايو 1996.

## وصلات خارجية
- (26914) 1996 KC1 في قاعدة بيانات مختبر الدفع النفاث لأجرام النظام الشمسي الصغيرة

- الاكتشاف · مخطط المدار ·  العناصر المدارية · المعلمات المادية

- (26914) 1996 KC1 على موقع ويكي سكاي: DSS2, SDSS, GALEX, IRAS, Hydrogen α, X-Ray, Astrophoto, Sky Map, Articles and images